# Ginouillac
Ginouillac é uma comuna francesa na região administrativa de Occitânia, no departamento de Lot. Estende-se por uma área de 9,42 km². Em 2010 a comuna tinha 153 habitantes (densidade: 16,2 hab./km²).